# Barbara Lochbihler

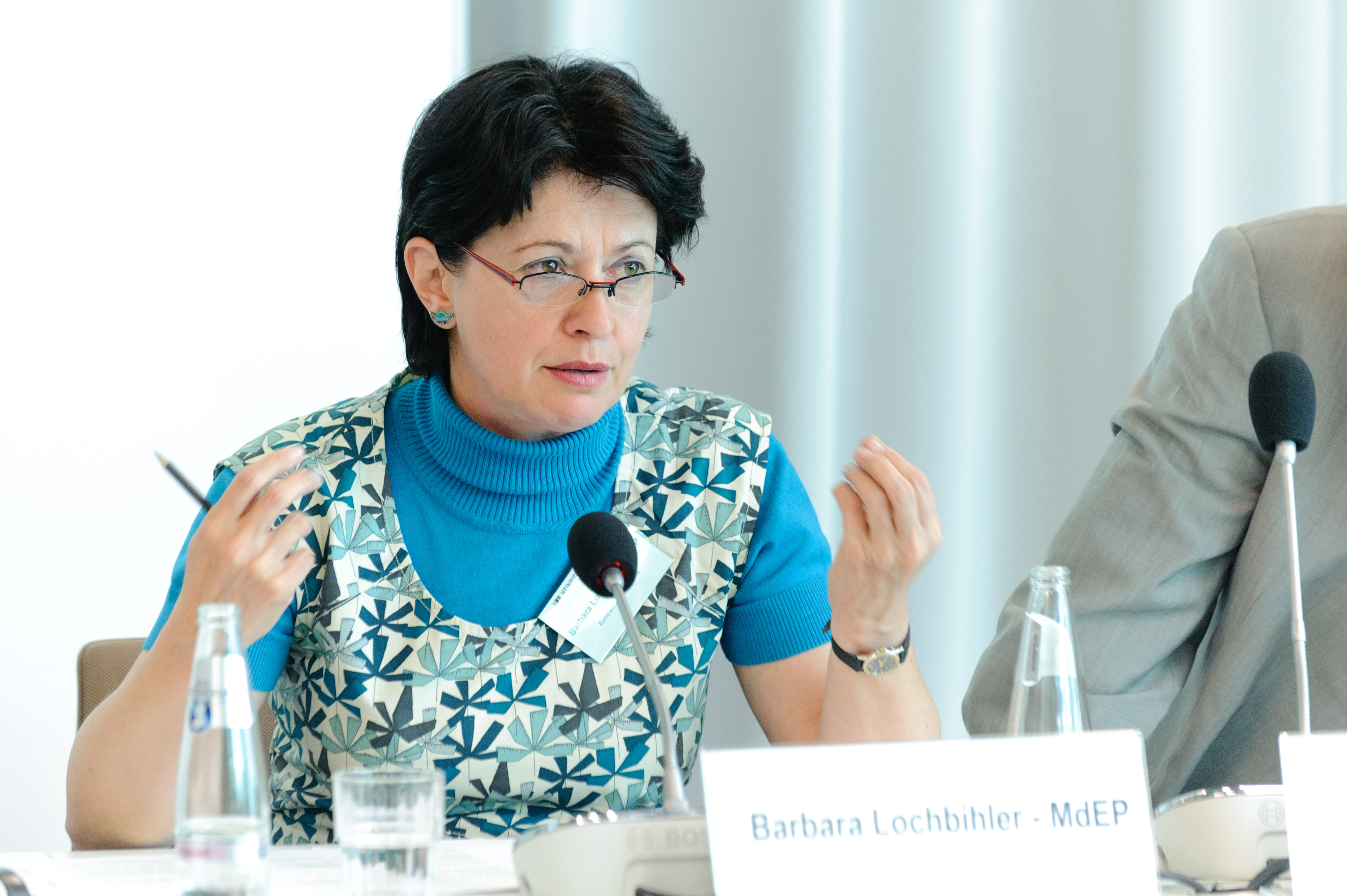
Barbara Lochbihler

Barbara Elisabeth Lochbihler (* 20. Mai 1959 in Obergünzburg) ist eine deutsche Politikerin (Bündnis 90/Die Grünen) und Menschenrechtsaktivistin.
Lochbihler war von August 1999 bis Juni 2009 Generalsekretärin der deutschen Sektion von Amnesty International. Bei der Europawahl 2009 wurde sie für Bündnis 90/Die Grünen in das Europäische Parlament gewählt. Von 2011 bis 2014 war sie Vorsitzende des Menschenrechtsausschusses des Europäischen Parlaments. Ab Juli 2014 war sie außen- und menschenrechtspolitische Sprecherin der Grünen/EFA-Fraktion. 2019 kandidierte sie nicht mehr und schied aus dem Europäischen Parlament aus. Seit Juli 2019 ist sie gewähltes Mitglied im UN Ausschuss gegen das gewaltsame Verschwindenlassen, von September 2021 bis September 2023 war sie Vizepräsidentin des Ausschusses. Seit 2024 ist sie Mitglied der Internationalen Kommission gegen die Todesstrafe. Sie war von 2019 bis 2024 Vorstandsmitglied der Martin-Ennals-Stiftung für Menschenrechtsverteidiger und ebenfalls von 2019 bis 2024 Lehrbeauftragte im Masterstudiengang Menschenrechte der Friedrich-Alexander-Universität Erlangen-Nürnberg. Seit Juli 2023 ist sie Vize-Präsidentin der Europäischen Bewegung Deutschland.

## Leben
Geboren in Obergünzburg, aufgewachsen in Ronsberg, absolvierte Barbara Lochbihler nach dem Abitur ein Studium der Sozialpädagogik an der Katholischen Stiftungsfachhochschule in München sowie ein zweites Studium der Politikwissenschaft, Volkswirtschaft und internationales Recht. Sie war als Lehrbeauftragte an der Fachhochschule München beschäftigt. Ab 1984 übernahm sie die Leitung eines städtischen evangelischen Alten- und Servicezentrums im Münchner Stadtteil Haidhausen.
Von 1987 bis 1991 war sie, ohne selbst Parteimitglied gewesen zu sein, jedoch als Mitglied der Fraktion, Parlamentsreferentin der bayerischen Grünen-Landtagsabgeordneten Eleonore Romberg. Sie verfasste in dieser Zeit kritische Arbeiten über den ehemaligen bayerischen Ministerpräsidenten Franz Josef Strauß und Rüstungsgeschäfte. 1992 wurde Barbara Lochbihler Generalsekretärin der Women’s International League for Peace and Freedom in Genf, die bei den Vereinten Nationen Beraterstatus hat, und strukturierte diese Nichtregierungsorganisation um. Von August 1999 bis April 2009 war sie, als Nachfolgerin von Volkmar Deile und Vorgängerin von Monika Lüke, Generalsekretärin der deutschen Sektion von Amnesty International.
Im Sommer 2008 gab sie bekannt, ihre Position bei Amnesty International zugunsten einer Kandidatur bei der Europawahl 2009 für Bündnis 90/Die Grünen aufgeben zu wollen. Sie trat der Partei im Kreisverband Ostallgäu bei und wurde von der schwäbischen Bezirksversammlung einstimmig nominiert. Im Juni 2009 wurde Barbara Lochbihler in das Europäische Parlament gewählt. Sie gehörte der Fraktion Grüne/EFA an. Von Oktober 2011 bis Juni 2014 war sie Vorsitzende des Menschenrechtsausschusses im EP. Seit Juli 2014 war sie außen- und menschenrechtspolitische Sprecherin der Grünen/EFA-Fraktion im EP. Im Menschenrechtsausschuss war sie als Vizepräsidentin tätig, zudem koordinierte sie den Auswärtigen Ausschuss für die Fraktion.
Nach ihrem offiziellen Ausscheiden aus dem „Erwerbsleben“ engagiert Barbara Lochbihler sich weiter für die Menschenrechte – als gewählte Expertin und Vizepräsidentin im UN Ausschuss gegen Verschwindenlassen sowie als Mitglied der Internationalen Kommission gegen die Todesstrafe und als Mitglied in verschiedenen Organisationen. Sie war Lehrbeauftragte an der FAU Erlangen-Nürnberg und  Vorstandsmitglied der Martin-Ennals-Stiftung. Sie ist Gründungsmitglied der Stiftung Menschenrechte – Förderstiftung Amnesty International und des Deutschen Instituts für Menschenrechte. Sie ist Fördermitglied der Heinrich Böll Stiftung und Mitglied der Internationale Frauenliga für Frieden und Freiheit (seit 1985), von Amnesty International und der Deutschen Gesellschaft für die Vereinten Nationen (DGVN). Seit Juli 2023 ist sie Vize-Präsidentin der Europäischen Bewegung Deutschland.

## Auszeichnungen
- 2015: Alice-Salomon-Award
- 2017: Bayerische Verfassungsmedaille in Silber
- 2021: Kultur- und Ehrenpreis des Landesverbandes Baden-Württemberg Deutscher Sinti und Roma
- 2021: Bundesverdienstkreuz am Bande

## Veröffentlichungen (Auswahl)
- Wenn Menschen auf der Flucht verschwinden, in: Vereinte Nationen, Heft 1/2024, Seite 27–31
- Gescheitertes Pilotprojekt der europäischen Flüchtlingspolitik – Die EU-Türkei Vereinbarung und die griechischen Hotspots, 2018. Download
- Es lebe die Freiheit – Revolution im Allgäu 1848/49, 2018
- Zutritt für Flüchtlinge verboten. Menschenrechtsverletzungen an den Außengrenzen der EU. Broschüre von Barbara Lochbihler, 2014. Download
- Allgäuerinnen. Ein Buch über die wechselvollen Lebens- und Arbeitswelten von Frauen in dieser Region. Barbara Lochbihler/Sabine Schalm (Hg), edition ebersbach, ISBN 978-3-86915-076-5, 2013, Berlin. Webseite Allgaeuerinnen
- Abwarten ist keine Option. Klimawandel und Menschenrechte. Broschüre von Barbara Lochbihler. Juni 2011, Download
- Frau Macht Veränderung. 15 Jahre Pekinger Weltfrauenkonferenz. Irmgard Heilberger (IFFF) und Barbara Lochbihler (Hg), Oktober 2010
- Brücken nach Europa. Herausforderungen für eine europäische Migrations- und Flüchtlingspolitik. In: Robertson-von Trotha, Caroline Y. (Hrsg.): Herausforderung Demokratie. Demokratisch, parlamentarisch, gut? (= Kulturwissenschaft interdisziplinär/Interdisciplinary Studies on Culture and Society, Bd. 6), Baden-Baden 2011, ISBN 978-3-8329-5816-9.
- Menschenrechte und Terrorismusbekämpfung sind kein Nullsummenspiel. In: Robertson-von Trotha, Caroline Y. (Hrsg.): Kultur und Gerechtigkeit. (= Kulturwissenschaft interdisziplinär/Interdisciplinary Studies on Culture and Society, Bd. 2), Baden-Baden 2007, ISBN 978-3-8329-2604-5.